# 寄售
寄售（英語：是市場學和管理學名詞，會計學上又稱為寄銷或委託買賣，其中一種常見的情況就是證券買賣。
你告诉證券公司自己准备多少钱進行买卖，然後證券商就给你挂单帮你买卖。市价买卖是以当时的成交价成交。證券商提供的软件都有这样的界面。

## 寄售贸易的概念
寄售（拉丁语 consignatio：证券化，文件）是物流和业务管理的传统法律和会计技术术语，描述了一种特殊的货物交付方式。 
过去，这在国际航运贸易中非常普遍。

### 必须满足三个条件才能进行寄售贸易
1.）供应商将货物发送给销售代理
- 这是一种销售程序，风险由供应商承担，使代理商可以集中精力进行销售，不需要资金来支付商品。

- 供缺乏，有缺陷或自身销售组织规模不足的供应商使用。或者很难招募足够有钱的经销商来直接将商品出售给经销商。
- 它也可以是直接销售给最终客户的一种形式。代理商和第三方可以与最终消费者相同。

- 免费获得自用的股票，按消费付费可以是适合客户并赢得采购的形式。
- 供应商通过向客户提供库存来鼓励消费和销售。

2.）销售代理总是收到第三方的付款
- 出售商品并付款后，供应商即获得付款。
- 该协议在许多情况下包括供应商不断补充销售库存。

3.）所有权仍归供应商所有。
- 在会计中这意味着库存代表供应商的信用形式和销售代理商的债务。
- 在法律纠纷或破产中，它是供应商的财产，而不是销售代理的财产。

### 该程序是传统程序，仍然很常用，比看起来常见得多
- 传统上，它被用作国际航运贸易中业务的一种形式，在这种形式中，船长代表远方港口的另一人以寄售方案进行买卖。
- 通过互联网交易中的证券存管处进行的证券交易是寄售安排的一种形式。
- 拍卖行通常通过寄售安排的形式进行拍卖
- 专营权计划通常实际上是寄售计划。
- 房屋销售计划实际上通常是寄售计划。
- 为体育协会出售彩票或圣诞节日历的年轻人通常会通过寄售计划来这样做。
- 二手市场可以是通过委托贸易与货物一起出售的计划

### 其他一些情况不是寄售贸易
- 房地产经纪人不从事寄售计划。代理人只是业务的安排人，合約直接在第一方和第三方之间签订（由于房地产注册和税务问题）
- 与销售代理商的跨境三角贸易通常不是寄售贸易。

- 这是因为通常货物永远不会离开供应商，后者直接将货物发送给第三方客户。这也与欧盟跨境三角贸易中介的买卖有关。
- 跨境托运的当前基本问题是因为供应商拥有货物。供应商為了将货物转移到代理商的管理之下，必须自己进行进出口，因此必须在两个国家都注册增值税，在许多情况下还需报关。
- 传统的航运业务形式已经不再可行，在这种形式中，船长通常不再可以在远方（跨境）港口代表另一人以寄售形式进行买卖。

- 这是由于海关和增值税法规所致，通常与所有者有关，而不是过去与实际跨境运输的实际货物有关。
- 目前的船运业务发现了除寄售方案以外的其他方案。

### 国际托运贸易下降已经影响到日常用語
在国际上，这种以前很普遍的国际托运贸易形式现在非常罕见。这是因为进行跨境托运贸易存在重大的法律，税收和会计困难。现在，该概念基本上都集中在国内的托运贸易上。
这意味着在许多国家中，日常談話中的「寄售」已经成为上述這種特殊形式贸易的概念，并且被认为是寄售唯一的形式。

### 在法律和会计方面，仍有特定意義
但是，如果您使用商业法或会计，则寄售贸易的概念是有特別定義的。
对于律师和簿记员而言，清楚寄售貿易的定義是很重要的。這樣一來即使在协议中未敘明寄售贸易的概念，他們仍可以正确地呈報并主張各方的权利及义务。
自古以来，寄售贸易的法律要件都是很明確的。